# 海逸豪園公共運輸交匯處
海逸豪園巴士總站（英文：Laguna Verde Public Transport Interchange）是香港九龍城區大環一個長條形坑狀室內巴士總站，位於大環海逸豪園第一期綠庭軒地面。本總站是全港唯一只有「P」字尾巴士路線使用的非泊街總站。

## 總站路線資料（巴士）

### 九龍巴士8P線
- 海逸豪園 ↺ 尖沙咀

1998年8月1日投入服務，初時只於每天繁忙時間服務，目前本線是九巴唯一一條以「P」字尾的九龍區常規路線，為8A的特快輔助線。

### 過海隧道巴士107P線
- 海逸豪園 ↔ 數碼港

2002年10月7日投入服務，為一條港島繁忙時間過海路線，由九巴及城巴聯合營運，往來數碼港及海逸豪園。

### 過海隧道巴士115P線
- 海逸豪園 → 中環（港澳碼頭）

1998年8月18日投入服務，現由九巴及新巴合營，由海逸豪園單向前往中環（港澳碼頭）。本線為中巴專營權結束前最後開辦的一條巴士路線。由開辦直至專營權變更，前後只有13天。

## 總站路線資料（專線小巴）

### 九龍區專線小巴26W線
- Template:HK MiniBus Route KL Show:26W

### 九龍區專線小巴26X線
- 海逸豪園 ↺ 佐敦（渡船街）

## 途經路線資料（巴士）

### 城巴A25線
- 啟德 ↔ 機場

於2023年4月1日投入服務，途經啟晴邨、德朗邨、土瓜灣、紅磡、尖沙咀、西九龍公路、昂船洲大橋、青嶼幹線、港珠澳大橋香港口岸及一號客運大樓。

## 途經路線資料（專線小巴）

### 九龍區專線小巴2A線
- 黃埔花園 ↔ 又一城

### 九龍區專線小巴26線
- 土瓜灣（浙江街） ↔ 九龍站

## 車坑分佈
| 車坑分佈（以入口最左邊起計） | 車坑分佈（以入口最左邊起計） | 車坑分佈（以入口最左邊起計）                    |
| 車坑編號                     | 車坑數目                     | 路線                                            |
| ---------------------------- | ---------------------------- | ----------------------------------------------- |
| 1                            | 雙坑                         | 專綫小巴26W、26X線                              |
| 2                            | 雙坑                         | 九龍巴士8P線 過海隧道巴士107P、115P線 城巴A25線 |

## 外部連結
- 海逸豪園公共運輸交匯處 （页面存档备份，存于），城巴／新巴
- 九巴網站 （页面存档备份，存于）